# Teofil Szulga
Teofil Szulga  - (ur. 20 lutego 1923 w Równem, zm. 5 października 1994 we Wrocławiu). Polski mikrobiolog, immunolog, mykolog. Profesor dr hab. pracownik PAN. Przyczynił się do odkrycia bakterii z rodziny Mycobacteriaceae, która została nazwana od jego nazwiska mycobacterium szulgai.

## Kariera naukowa
Absolwent Wydziału Przyrodniczego Uniwersytetu Wrocławskiego. Stopień doktora nauk przyrodniczych uzyskał w 1961 roku w Instytucie Immunologii i Terapii Doświadczalnej PAN we Wrocławiu, z którym związany był nieomal przez cały okres pracy naukowej, w latach 1955-1983. W 1970 roku uzyskał habilitację za pracę o zastosowaniu metod numerycznych do systematyki pałeczek Klebsiella.
W latach 1964–1965, jako stypendysta British Council pracował w Institute of Preventive Medicine w walijskim Cardiff, zajmując się badaniami struktury chemicznej prątków gruźlicy. 
Był współautorem badań nad tuberozyną, substancją prątkobójczą zawartą w bulwie ziemniaka. Jego dorobek naukowy to przede wszystkim badania dotyczące chorobotwórczości i klasyfikacji prątków. Był autorem oryginalnej, numerycznej metody klasyfikacji drobnoustrojów.
Był także wykładowcą Akademii Medycznej we Wrocławiu oraz w Szkole Laborantów Medycznych. Oprócz pracy dydaktycznej ze studentami, prowadził szkolenia podyplomowe lekarzy i biologów w zakresie diagnostyki mikrobiologicznej. 
Oprócz działalności naukowej i dydaktycznej miał duże zasługi organizacyjne. Był organizatorem i kierownikiem Polskiej Kolekcji Mikroorganizmów oraz konstruktorem oryginalnej aparatury laboratoryjnej (aparatu do seryjnych posiewów i elektronicznego czytnika do badań taksonomicznych).

## Publikacje
- Numerical methods in the taxonomy of klebsiella (1971)

Współautor
- Studies on differentiation of tubercle bacilli isolated from human beings, cattle and poultry (1963)
- Classification of acid-fast bacilli isolated from the milk of cows and from sewage used for fertilizing pastures (1965)
- Studies on the occurrence of the cord factor in atypical mycobacteria (1965)
- Phagocytosis of atypical mycobacteria from various sources (1965)
- Efficiency of the determinant method of estimating gene frequencies in three allelic models (1978)